# 井出樹里
井出 樹里（いで じゅり、1983年6月9日 - ）は、日本のトライアスロン選手。
東京都出身。東京都立松原高等学校卒、玉川大学文学部人間学科卒。スポーツクラブNASに所属。

## 略歴
玉川大学時代は陸上競技の選手で、全日本大学女子駅伝にも出場。卒業後、トライアスロンに転向。2008年の北京オリンピックにトライアスロンの代表として出場。日本のトライアスロン選手として、オリンピックで初めて5位入賞を果たす。2010年アジアビーチゲームズで金メダルを獲得。
2012年のロンドンオリンピックにも足立真梨子と共に女子代表として選出され、オリンピック2大会連続での選出となった。競技では34位に終わった。
2014年4月、トーシンパートナーズ・ チームケンズより一般財団法人博慈会へ移籍した。
同年の仁川アジア大会で上田藍に次ぐ銀メダルを獲得。
2016年1月、スポーツクラブNASへ移籍。